# Cirujales (Riello)
Cirujales es una localidad de España perteneciente al municipio de Riello, provincia de León, comunidad autónoma de Castilla y León. Antiguamente formaba parte del concejo de Omaña y el núcleo de Aguasmestas, en el término de Cirujales, era el lugar de reunión de Consejo General de todos los concejos omañeses.

## Toponimia
El nombre de la población alude a sus en otros tiempos abundantes ciruelos, siendo 'cirujal' una denominación en leonés para este árbol frutal.

## Geografía física
Cirujales se encuentra en el Valle Gordo, ubicado sobre una antigua fractura
hercínica orientada de NO a SE. en los límites orientales de la
sierra de Gistredo, y por donde fluye el río Vallegordo, un
afluente del Omaña. El núcleo de Aguasmestas, dependiente administrativamente de Cirujales, se encuentra a un kilómetro de distancia, en el punto donde el Vallegordo se una al Omaña. Otras poblaciones cercanas son Villaverde de Omaña y Villar de Omaña.
Según la clasificación climática de Köppen, el municipio se encuadra en la variante Csb, es decir clima mediterráneo de veranos suaves, siendo la media del mes más cálido no superior a 22 °C pero superándose los 10 °C durante cinco o más meses, y caracterizado por temperaturas medias anuales por debajo de los 9 °C, precipitaciones cerca de los 1000 mm anuales, nevadas invernales y veranos secos.

## Geografía humana
La población se encuentra en una situación de fondo de valle, caracterizada por una disposición lineal de las viviendas determinada por el relieve y la ubicación de los terrenos más fértiles cerca del Vallegordo. Se trata de un núcleo de pequeño tamaño, típico del hábitat semi-disperso común en la montaña de León.
Según el Instituto Nacional de Estadística de España, Cirujales contaba con 46 habitantes en 2014, 25 hombres y 21 mujeres. Según Miñano, el pueblo tenía unos 117 vecinos en el siglo XVIII. En el siglo XIX, Madoz mencionó 80 habitantes y el censo de Mourille en 1920 contabilizó 134. La baja población es consecuencia de la emigración que se produjo durante el siglo XX y del consiguiente envejecimiento de la población.
| Gráfica de evolución demográfica de Cirujales (León) entre 2000 y 2015                                |
| |
| Población según la relación de unidades poblacionales del Instituto Nacional de Estadística (España). |

## Historia
En el término de Cirujales se pueden hallar rastros de la ocupación romana. Se aprecia el trazado de una antigua calzada que parte del paraje llamado Los Cousos, cerca del núcleo de Aguasmestas, parte de las explotaciones auríferas en el Valle Gordo. La primera mención documentada a Cirujales y Aguasmestas data de fuentes de 987, donde aparecen como «Ambas-Mestas» y «Ceroliares». Desde la Edad Media formó parte del concejo histórico de Omaña, y  devino parte del señorío del Condado de Luna en el siglo XV. Durante esta época la confluencia de los ríos Omaña y Vallegordo en Aguasmestas era el lugar de reunión de todos los concejos omañeses celebrada anualmente el lunes de Pascua.
La organización territorial se mantuvo hasta el siglo XIX, cuando todas las poblaciones de Vale Gordo pasaron a ser parte del recién formado municipio de Murias de Paredes,  perteneciente a la Capitanía General de Valladolid. Pascual Madoz en su Diccionario geográfico-estadístico-histórico de España y sus posesiones de Ultramar (1845-1850), menciona la existencia de trece casas y la iglesia parroquial de San Pedro, y terrenos de ínfima calidad, donde el único cultivo era el centeno, dedicándose el resto del terreno a pastos, para el ganado. Cuando se conformó  el nuevo municipio de Vegarienza, Cirujales, Marzán, Villar de Omaña y Villaverde de Omaña pasaron a formar parte de él, hasta que se reincorporó a Riello en 1975.